# University Wits
Gli University Wits (tradotto letteralmente dalla lingua inglese: "ingegni universitari") furono un gruppo di scrittori, prevalentemente drammaturghi, attivi nel tardo XVI secolo in Inghilterra.
Il nome deriva dalla loro comune istruzione: la maggior parte di essi proveniva, infatti, dagli ambienti universitari di Oxford e Cambridge. Gli University Wits non lavorarono mai come gruppo né si configurarono come tale: l'associazione tra loro deriva da una critica postuma che li ha associati come esponenti di una drammaturgia della parola e della bella forma.
Tra le file degli University Wits si possono annoverare Christopher Marlowe, Robert Greene, Thomas Nashe, Thomas Lodge, George Peele, Thomas Middleton, John Lyly, che furono tra i più celebri e rappresentati drammaturghi del teatro elisabettiano. Loro contemporaneo fu Thomas Kyd, autore de La tragedia spagnola, che però ebbe una formazione differente: nonostante ciò, viene spesso incluso tra le file dei talenti universitari per gli esiti della sua opera.